# عضو (تشريح)

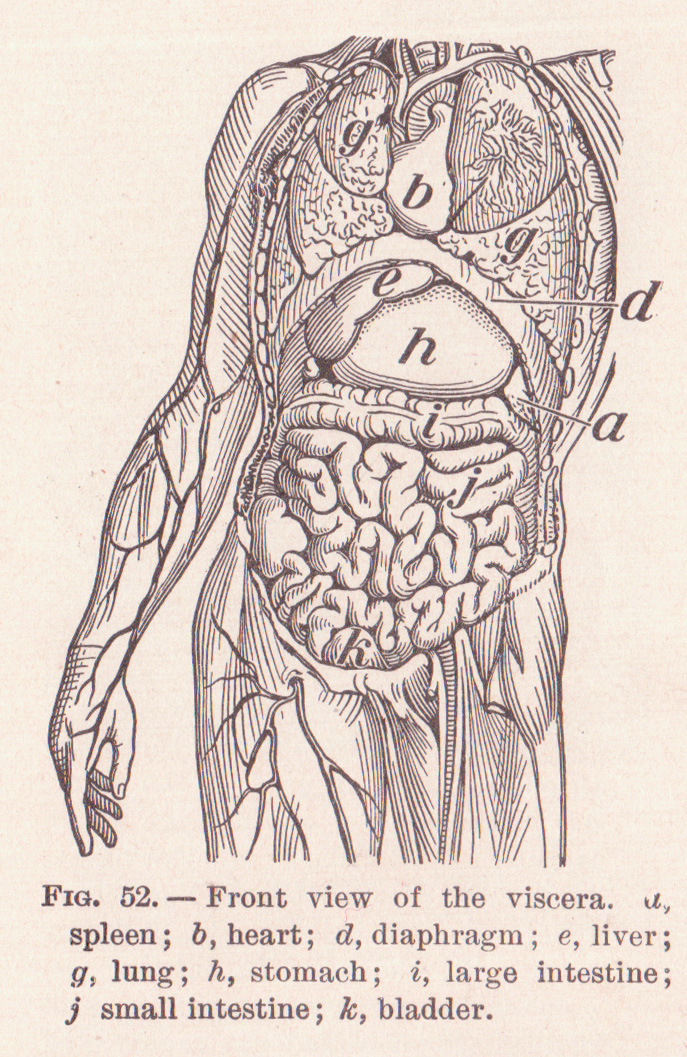
رسم تشريحي للإنسان

عند الكائن متعدد الخلايا، العضو هو مجموعة من الأنسجة المرتبطة في وحدة هيكلية لتؤدي وظيفة مشتركة. في تسلسل الحياة، يوجد العضو بين النسيج وجهاز الأعضاء. تتكون الأنسجة من نوع واحد من الخلايا للعمل معًا في وظيفة معينة. تتحد الأنسجة من أنواع مختلفة لتكوين عضو له وظيفة محددة. على سبيل المثال، يتشكل جدار الأمعاء من الأنسجة الظهارية والأنسجة العضلية الملساء. يتكون جهاز الأعضاء عندما يعمل اثنان أو أكثر من الأعضاء معًا على تنفيذ وظيفة معينة للجسم، ويسمى أيضًا الجهاز الحيوي أو جهاز الجسم.
يمكن تصنيف أنسجة العضو عمومًا إلى البرانشيم، وهو النسيج الوظيفي، والستروما، وهي النسيج الهيكلي الذي يؤدي وظائف داعمة أو ارتباطية أو مساعدة. على سبيل المثال، الأنسجة الغدية التي تصنع الهرمونات هي البرانشيم، بينما تتضمن الستروما الأعصاب التي تعصّب البرانشيم، والأوعية الدموية التي تؤكسجه وتغذيه وتخرج نفاياته الأيضية، والأنسجة الضامة التي توفر مكانًا مناسبًا لتواجده وثباته. تتميز الأنسجة الرئيسة التي تشكل العضو بأصول جنينية شائعة، مثل نشأتها من الطبقة المنتشة نفسها. توجد الأعضاء في معظم الكائنات الحية متعددة الخلايا. وفي الكائنات وحيدة الخلية -مثل أعضاء حقيقيات النوى- يُعرف النظير الوظيفي للعضو باسم العضية. وعند النباتات، توجد ثلاثة أعضاء رئيسة.
يعتمد عدد الأعضاء عند أي كائن حي على التعريف المستخدم. يوجد نحو 79 عضوًا في جسم الإنسان؛ لكن العدد الدقيق متنازع عليه.

## الأصل والتطور
يمكن اكتشاف مستوى التنظيم العضوي في الحيوانات لأول مرة في الديدان المسطحة والشعب الأكثر تطورًا، أي الحيوانات ثنائية التناظر. إذ إن الفئات الأقل تقدمًا (مثل الصفيحيات والمساميات والمشطيات واللاسعات) لا تُظهر توحيد أنسجتها في الأعضاء.
تتكون الحيوانات الأكثر تعقيدًا من أعضاء مختلفة، والتي تطورت مع مرور الوقت. على سبيل المثال، تطور الكبد والقلب في الحبليات منذ نحو 500-550 مليون سنة، في حين أن الأمعاء والدماغ أقدم حتى، حيث ظهرا في سلف الفقاريات والحشرات والرخويات والديدان منذ نحو 650-700 مليون سنة.
نظرًا إلى الأصل القديم لمعظم أعضاء الفقاريات، تقصّى الباحثون عن أنظمة نموذجية، حيث تطورت فيها الأعضاء مؤخرًا، ويفضل أن يكون قد تطورت عدة مرات بشكل مستقل. نموذج بارز لهذا النوع من البحث هو المشيمة، التي تطورت أكثر من 100 مرة بشكل مستقل في الفقاريات، وتطورت نسبيًا مؤخرًا في بعض السلالات، وتوجد في الأشكال الوسيطة في الأنواع الموجودة حاليًا. أظهرت الدراسات حول تطور المشيمة مجموعة متنوعة من العمليات الجينية والفسيولوجية التي تسهم في نشأة الأعضاء وتطورها، وتشمل إعادة استخدام الأنسجة الحيوانية الموجودة، واكتساب خصائص وظيفية جديدة من قبل هذه الأنسجة، والتفاعلات الجديدة بين أنواع الأنسجة المختلفة.

## أعضاء حيوانية
أعضاء الحيوانات تشمل القلب والرئتين والدماغ والعين والمعدة والطحال والعظام والبنكرياس والكليتين والكبد والأمعاء والجلد (أكبر عضو في الإنسان) والمثانة البولية والأعضاء الجنسية (الرحم في الأنثى والخصي في الذكر). الأعضاء الداخلية تدعى أحشاء في أغلب الأحيان، ومفردها نادرا ما يستخدم وهو حشو.

## أعضاء نباتية

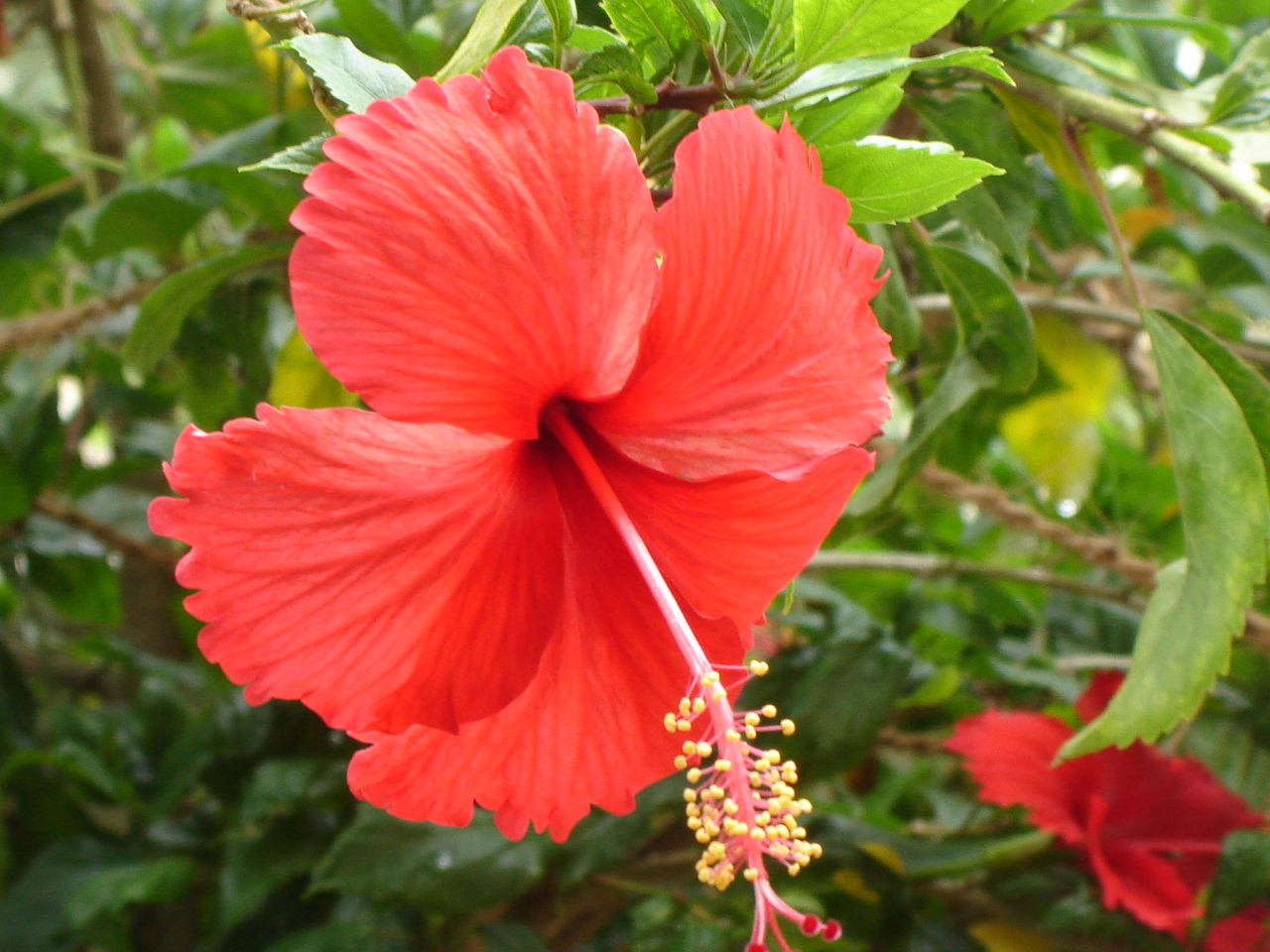
الزهرة هي عضو تكاثر ذاتي التلقيح. هذه الخطمية هي زهرة خُنْثَوِيَّة، وَتحوي السداة وَالمدقّة.

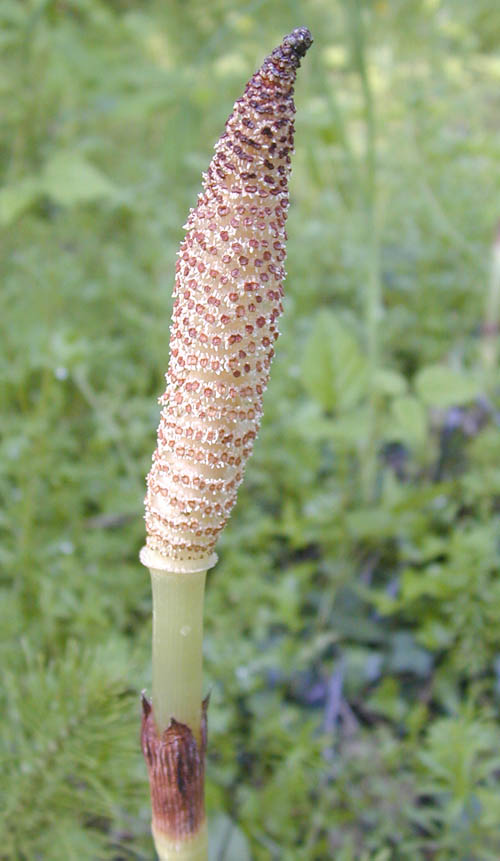
تَفْتيل الكنباث السبخي.

تُسمّى دراسة أعضاء النبات بِـعلم تشكل النبات وَقليلًا ما تُسمّى تشريحًا كالمُتّبع عند الحيوانات. وَيُمكن تقسيم أعضاء النبات إلى إِنْباتِيّة وَتَنَاسُلِيّة. أعضاء النبات الإنباتيّة هي الجُذور وَالسيقان وَالأوراق. وَتختلف الأعضاء التناسليّة من نباتٍ لآخر؛ ففي النباتات المُزهِرة هي الزُهور وَالبُذور وَالثِمار. وفي المخروطيات، يُدعى العضو الَّذي يحمل المُنتجات مَخْروطًا. في شُعَبٍ نباتيّة أخرى، يُدعى العضو المُنتِج فَتِيْلَة (strobili)، ومن أمثلتها الذئبيّة، أو حاملات الأمشاج (gametophores) في الحزازيّة.
إنَّ الأعضاء الإِنْباتِيّة أساسيَّة للحفاظ على حياة النبات. في المُقابِل، يُمكن أن يتواجد 11 نظامًا من الأعضاء عند الحيوان، ويوجد عددٌ أقل لدى النبات، حيث يؤدّي بعضها وظائف حَياتِيّة مثل التَخْليق الضَوئِيّ، في حين تكمن أهميّة الأعضاء الجنسيّة في تكاثر النبات. على الرُّغم من ذلك، يتواجد أعضاء تكاثر لاجنسيّ عند بعض النباتات، حيثُ تُنْتِج هذه الأعضاء الجيل الجديد من النباتات (طالع مستعمرة نسيلية).

## أعضاء بشرية حسب مناطق الجسم

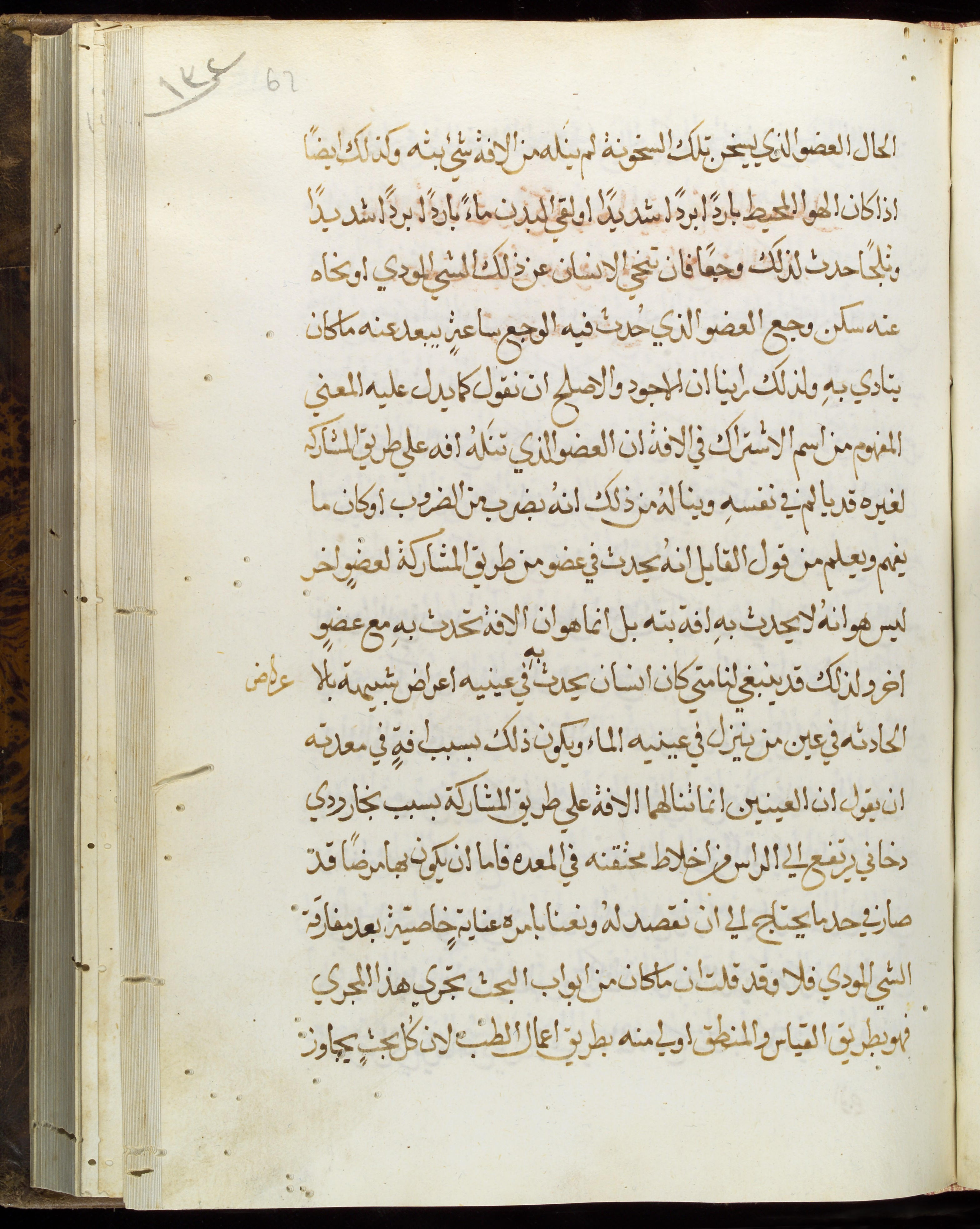
مخطوط عربي يصف العضو إذا كان فيه وجع أو داء

### رأس وعنق
- دماغ
- مخيخ
- جذع الدماغ
- وجه
- أذن
- حجاج
- عين
- فم
- لسان
- أسنان
- شفة
- أنف
- فروة الرأس
- حنجرة
- بلعوم
- غدة لعابية
- سحايا
- غدة درقية
- غدة جار درقية

### الصدر
- ثدي
- قلب
- رئة
- تامور
- قصبة هوائية

### البطن
- بريتوان
- معدة
- عفج
- أمعاء
- كولون
- كبد
- طحال
- بنكرياس
- كلية
- غدة كظرية
- زائدة دودية

### الحوض والعجان
- حوض
- عجز
- عصعص
- مبيض
- قناة فالوب
- رحم
- مهبل
- فرج
- بظر
- عجان
- مثانة
- خصية
- مستقيم
- قضيب

### الظهر والفقرات
- فقرة
- حبل شوكي

### أطراف
- عضلة
- عظم
- عصب
- يد
- معصم
- مرفق
- كتف
- ورك
- ركبة
- كاحل
- قدم